# Tempe (Arizona)
Tempe is een stad in de Amerikaanse staat Arizona en telt 158.625 inwoners. Het is hiermee de 126e stad in de Verenigde Staten (2000). De landoppervlakte bedraagt 103,8 km², waardoor het qua grootte de 162e stad is.

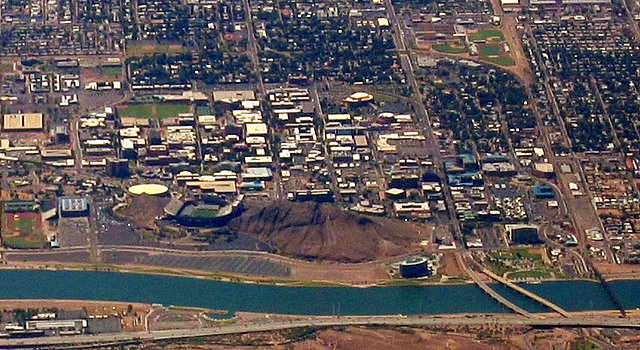
Het stadscentrum van Tempe en de Arizona State University

## Demografie
Van de bevolking is 7,2 % ouder dan 65 jaar en bestaat voor 28,5 % uit eenpersoonshuishoudens. De werkloosheid bedraagt 2,3 % (cijfers volkstelling 2000).
Ongeveer 17,9 % van de bevolking van Tempe bestaat uit hispanics en latino's, 3,7 % is van Afrikaanse oorsprong en 4,7 % van Aziatische oorsprong.
Het aantal inwoners steeg van 142.056 in 1990 naar 158.625 in 2000.

## Klimaat
In januari is de gemiddelde temperatuur 11,4 °C, in juli is dat 32,6 °C. Jaarlijks valt er gemiddeld 225,6 mm neerslag (gegevens op basis van de meetperiode 1961-1990).

## Plaatsen in de nabije omgeving
De onderstaande figuur toont nabijgelegen plaatsen in een straal van 24 km rond Tempe.